# Satisfactie
Een Satisfactie was een verdrag waarin de positie van katholieken en protestanten werd vastgelegd.
In de Pacificatie van Gent (1576) werd afgesproken dat Willem van Oranje zijn positie mocht versterken in de Hollandse steden, mits hij een regeling (Satisfactie) met hen had gesloten over de wettige uitoefening van de katholieke godsdienst. Dit gebeurde in Haarlem en Utrecht in 1577. Ook in Amsterdam werd uiteindelijk op 8 februari 1578 het Verdrag van Satisfactie tussen Amsterdam en de Staten van Holland gesloten.De protestantse godsdienst zou weer worden toegestaan en de uitgeweken leden van de vroedschap en oversten van de schutterij kregen hun posten terug.
Ook in de andere gewesten zou de katholieke godsdienst leidend blijven, maar zou de protestantse godsdienstoefening in besloten kring worden toegestaan. Zo kwamen satisfacties tot stand in 1578 te Antwerpen (augustus), Brussel (september) en Mechelen (oktober). De meeste verdragen hielden maar kort stand in het gepolariseerde klimaat van die dagen.